# 戸田雅稀
戸田 雅稀（とだ まさき、1993年6月21日 - ）は、群馬県安中市出身の陸上競技選手、陸上競技指導者
。専門は中距離走・長距離走。安中市立碓東小学校、安中市立第一中学校、東京農業大学第二高等学校、東京農業大学卒業。日清食品グループ陸上競技部、サンベルクス陸上部、SGホールディングス陸上競技部を経て現在、芝浦工業大学駅伝部コーチ。

## 経歴・人物
- 東京農業大学第二高校3年生の時に開催された2011年インターハイで男子1500mを制した。2年時の全国高校駅伝では留学生ランナーが配置される3区を担当。第2中継点で21位だったが、12人抜きの快走により9位で襷を繋いだ。区間3位、日本人では1位のタイムだった[3]。
- 東京農業大学進学後も、得意の1500mで2012年・2013年と関東インカレ男子2部二連覇を達成。また、東京農業大学在学中の2015年にはアジア陸上競技選手権に1500m日本代表として出場し、8位入賞を果たしている[4]。大学時代には箱根駅伝にも1年時と2年時の二度出場（1年時:4区20位、2年時:3区13位）[5]。3年時と4年時は東京農業大学が予選落ちを喫したため、本戦出場は叶わなかった。なお、4年時の第92回箱根駅伝予選会では、戸田は個人7位とチームで一番の好走しており、関東学生連合チームに召集されたが、左足首故障と、実業団に向け、短い距離の練習に専念するため、これを辞退している[6]。

同大学在学中の2015年には1500m、3000m、5000m、10000m、20km、ハーフマラソンの6種目で東京農業大学の農友会陸上競技部の大学記録を更新している。
- 大学卒業後は日清食品グループに入社。入社1年目で迎えた第100回日本陸上競技選手権大会では、1500mで初の優勝[8]。また5000mでも5位入賞と、中・長距離二種目で入賞を果たした。駅伝シーズンも好調を維持し、東日本実業団対抗駅伝競走大会では1区で区間賞を獲得しチームの優勝に貢献。大学2年時以来3年ぶりの正月駅伝となった2017年のニューイヤー駅伝では、故郷安中市の近くを走る1区を担当し、ラスト500mから持ち前のスピードで集団から抜け出し区間賞を獲得した[9]。

- 日清食品グループ陸上競技部縮小に伴い、2019年3月サンベルクスに移籍。6月、第103回日本陸上競技選手権大会1500mに出場、3分39秒44で優勝。

- 2021年4月1日、SGホールディングス陸上競技部に移籍[10]。

- 2023年4月、芝浦工業大学駅伝部コーチに就任[1][2]。

## 主な戦績
| 年   | 大会                                       | 種目          | 順位   | 記録       | 備考          |
| ---- | ------------------------------------------ | ------------- | ------ | ---------- | ------------- |
| 2011 | 第64回全国高等学校総合体育大会陸上競技大会 | 1500m         | 優勝   | 3分47秒36  |               |
| 〃   | 第61回全国高等学校駅伝競走大会             | 3区（8.1km）  | 3位    | 23分52秒   | 日本人1位     |
| 2015 | 第21回アジア陸上競技選手権大会             | 1500m         | 8位    | 3分49秒56  |               |
| 2016 | 第100回日本陸上競技選手権大会              | 1500m         | 優勝   | 3分46秒66  |               |
| 2016 | 第100回日本陸上競技選手権大会              | 5000m         | 5位    | 13分46秒98 |               |
| 2016 | 第57回東日本実業団対抗駅伝競走大会         | 1区（11.6km） | 区間賞 | 33分27秒   | 日清食品G優勝 |
| 2017 | 第61回全日本実業団対抗駅伝競走大会         | 1区（12.3km） | 区間賞 | 35分15秒   |               |
| 2019 | 第103回日本陸上競技選手権大会              | 1500m         | 優勝   | 3分39秒44  |               |